# Sport Clube Morabeza
L'Sport Clube Morabeza és un club capverdià de futbol de la ciutat de Nova Sintra a l'illa de Brava.
El nom del club prové del sobrenom de les illes de Cap Verd, Ilhas de morabeza, que en portuguès significa illes de l'hospitalitat.

## Palmarès
- Lliga de Brava de futbol:[3]

1982?, 1983, 1984, 1985, 1992, 2005, 2007, 2009, 2010, 2017-18
- Copa de Brava de futbol:

1982, 2010
- Torneig d'Obertura de Brava de futbol:

2001, 2017
- Taça da Beneficiência:

2017